# برت هیل
برت هیل (انگلیسی: Bert Hill; ۸ مارس ۱۹۳۰ – ۱۴ ژوئیهٔ ۲۰۱۷) بازیکن فوتبال اهل بریتانیا بود.
از باشگاه‌هایی که در آن بازی کرده‌است می‌توان به باشگاه فوتبال چلسی، باشگاه فوتبال دارتفورد، و باشگاه فوتبال کولچستر یونایتد اشاره کرد.